# Bataille de Cantigny
Première Guerre mondiale
Batailles
Front d'Europe de l’Ouest
- Liège (8-1914)
- Namur (8-1914)
- Frontières (8-1914)
- Anvers (9-1914)
- Grande Retraite (9-1914)
- Marne (9-1914)
- Course à la mer (9-1914)
- Yser (10-1914)
- Messines (10-1914)
- Ypres (10-1914)
- Givenchy (12-1914)
- 1re Champagne (12-1914)
- Hartmannswillerkopf (1-1915)
- Neuve-Chapelle (3-1915)
- 2e Ypres (4-1915)
- Colline 60 (4-1915)
- Artois (5-1915)
- Festubert (5-1915)
- Quennevières (6-1915)
- Linge (7-1915)
- 2e Artois (9-1915)
- 2e Champagne (9-1915)
- Loos (9-1915)
- Verdun (2-1916)
- Redoute Hohenzollern (3-1916)
- Hulluch (4-1916)
- 1re Somme (7-1916)
- Fromelles (7-1916)
- Arras (4-1917)
- Vimy (4-1917)
- Chemin des Dames (4-1917)
- 3e Champagne (4-1917)
- 2e Messines (6-1917)
- Passchendaele (7-1917)
- Cote 70 (8-1917)
- 2e Verdun (8-1917)
- Malmaison (10-1917)
- Cambrai (11-1917)
- Bombardements de Paris (1-1918)
- Offensive du Printemps (3-1918)
- Lys (4-1918)
- Aisne (5-1918)
- Bois Belleau (6-1918)
- 2e Marne (7-1918)
- 4e Champagne (7-1918)
- Château-Thierry (7-1918)
- Le Hamel (7-1918)
- Amiens (8-1918)
- Cent-Jours (8-1918)
- 2e Somme (9-1918)
- Bataille de la ligne Hindenburg
- Meuse-Argonne (10-1918)
- Cambrai (10-1918)

Front italien
Front d'Europe de l’Est
Front des Balkans
Front du Moyen-Orient
Front africain
Bataille de l'Atlantique
La bataille de Cantigny, est une bataille qui eut lieu le 28 mai 1918, au deuxième jour de la grande offensive allemande, l'offensive Michael. Elle est la première offensive américaine, pendant la Première Guerre mondiale.

## Contexte historique
L'offensive Michael venait de se déployer depuis le 27 mai et la 26e division américaine tenait à redorer l'image qu'elle avait donnée en se faisant surprendre à Seicheprey (Meurthe-et-Moselle), les 20 et 22 avril précédents. L'armée américaine fut affectée au front de la Somme. Il était prévu que Montdidier serait un objectif pour les Alliés mais l'ampleur de la tâche imposait une coopération avec les unités françaises sur les ailes. L'objectif était donc Cantigny.

## Déroulement

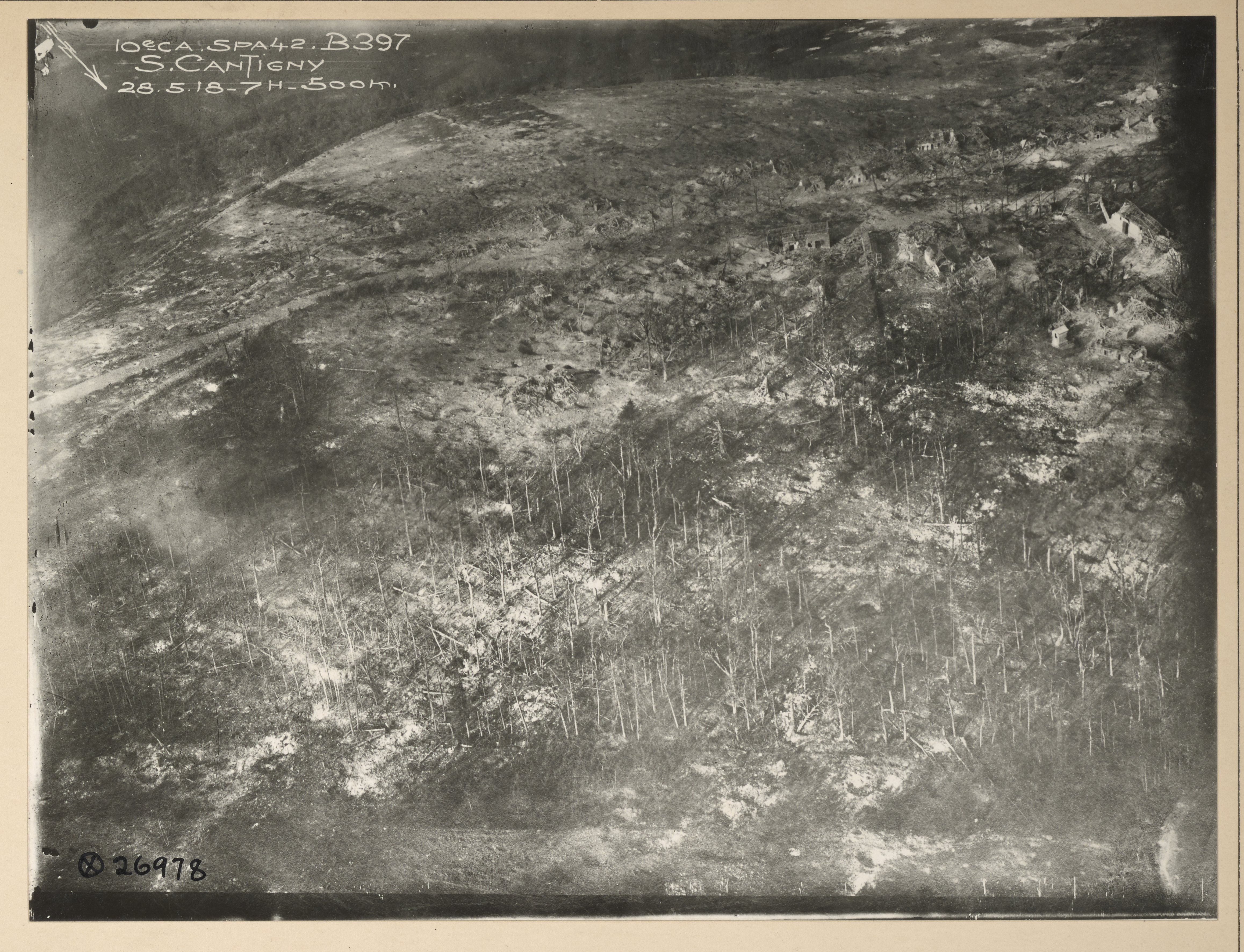
Vue aérienne du champ de bataille.

### Prise de Cantigny par les troupes américaines
Cantigny se trouve à l'extrême sud-ouest de la poussée allemande après Montdidier.
Le 28 mai 1918, à 6 h 45, le 28e régiment d'infanterie du colonel Hansey Ely de la 1re division d'infanterie américaine (env. 4 000 hommes), sous les ordres du major-général Robert Lee Bullard, prit le village de Cantigny, tenu jusqu'alors par la 18e Armée allemande du général Oskar von Hutier.
Les Français participèrent à la prise du village en fournissant une couverture aérienne (renseignements), l’appui de 368 pièces d'artillerie lourde, des mortiers, et des lance-flammes. De plus, la progression de l'infanterie américaine fut facilitée par douze chars Schneider CA1 français du 5e bataillon de tanks.
La progression américaine sur la ligne de front fut d'un peu moins de deux kilomètres. Un succès d'ampleur relativement réduite, surtout qu'il eut lieu en même temps que la troisième bataille de l'Aisne. L'objectif fut atteint en 45 min de progression.

### Échec des contre-attaques allemandes
Il y eut une première contre-attaque allemande à 8h30 sur la droite du dispositif américain qui fut repoussée et un intense bombardement eut lieu toute la journée. Vers 17h30, une nouvelle contre-attaque allemande de plus grande ampleur eut lieu et le 26e régiment d'infanterie américain envoya un bataillon commandé par Theodore Roosevelt Junior pour renforcer la position alliée.

## Bilan humain
Les troupes américaines réussirent à tenir leurs positions au prix d'importantes pertes, 1 067 tués ou blessés ; elles parvinrent à faire 225 prisonniers allemands.
Plus de 400 soldats américains morts au cours de la bataille sont enterrés dans le cimetière militaire américain de la Somme à Bony dans l’Aisne.

## Conséquences
Le succès américain à Cantigny allait être complété par de nouvelles victoires à Château-Thierry et au bois Belleau.

## Lieux de mémoire

### France
- Cantigny : trois monuments ont été érigés pour rappeler la participation des troupes américaines à la bataille de Cantigny :
  - le monument américain de Cantigny, sous la forme d'une haute borne quadrangulaire est situé sur la place du village ;
  - le monument au 28e régiment d'infanterie américaine sous la forme d'une statue d'un soldat américain aux aguets, un Doughboy a été dressée, en 2007, à quelques mètres du monument de la bataille de Cantigny ;
  - le monument à la 1re division américaine (Big red one), représentant un aigle aux ailes non déployées sur un socle, est situé à l'extérieur du village sur la route de Fontaine-sous-Montdidier ;
- Bony : Cimetière et mémorial américain de la Somme.

### États-Unis
- Wheaton (Illinois) à l'ouest de Chicago : 
  - Cantigny park : immense parc (avec jardins, golf et musées à la mémoire des soldats américains ayant combattu à Cantigny-France) fondé par le colonel McCormick servi avec la Première Division de l'Armée des États-Unis au cours de la Première Guerre mondiale.
  - First Division Museum : le musée a été conçu par l'architecte Andrew Rebori. Le musée conserve et expose des objets retraçant l'histoire de la Première Division américaine pendant la Première et pendant la Seconde Guerre mondiale ainsi que les autres guerres qui suivirent. Le musée abrite également des archives et le Centre de recherche McCormick ouvert au public.

## En images

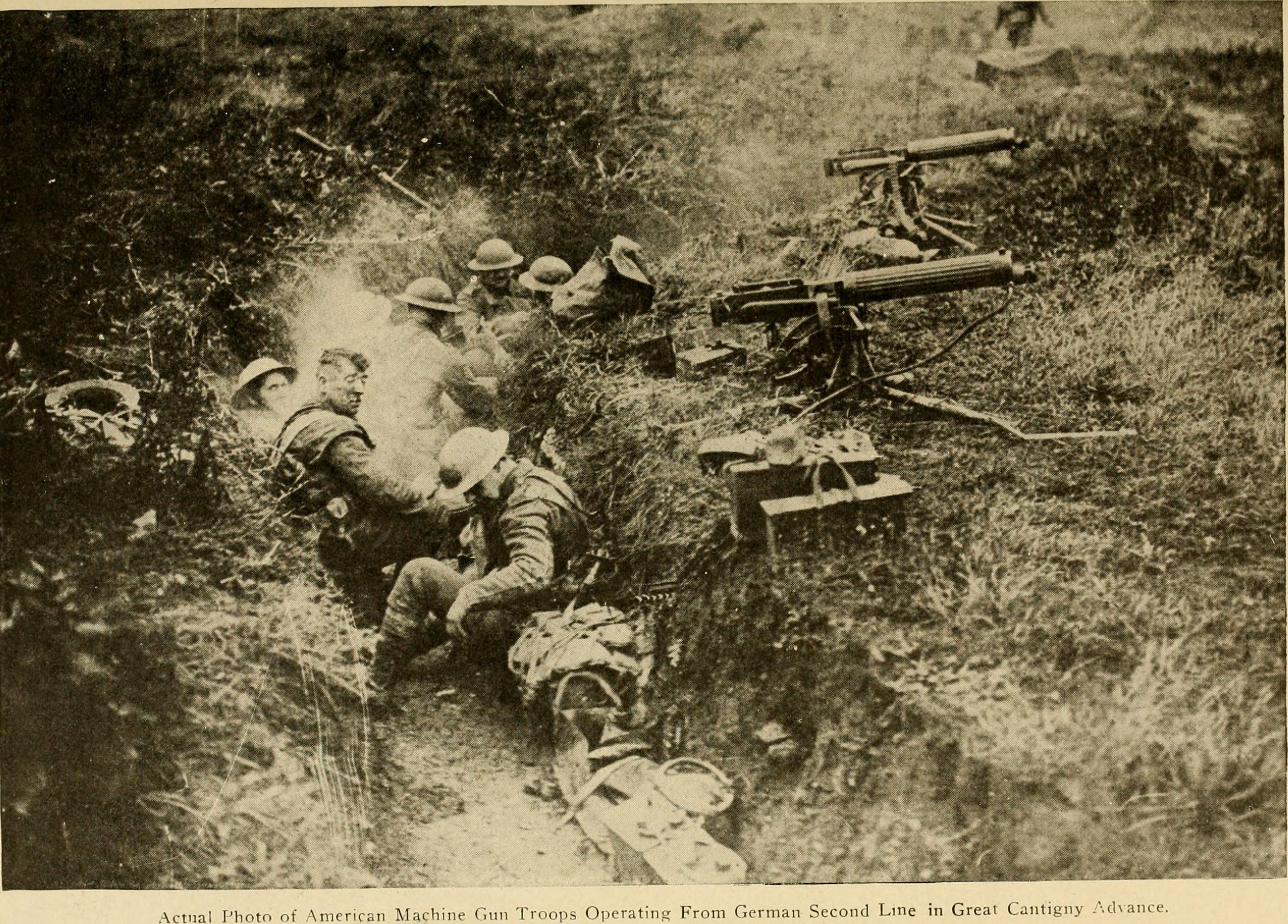
Américains de la 1re division,
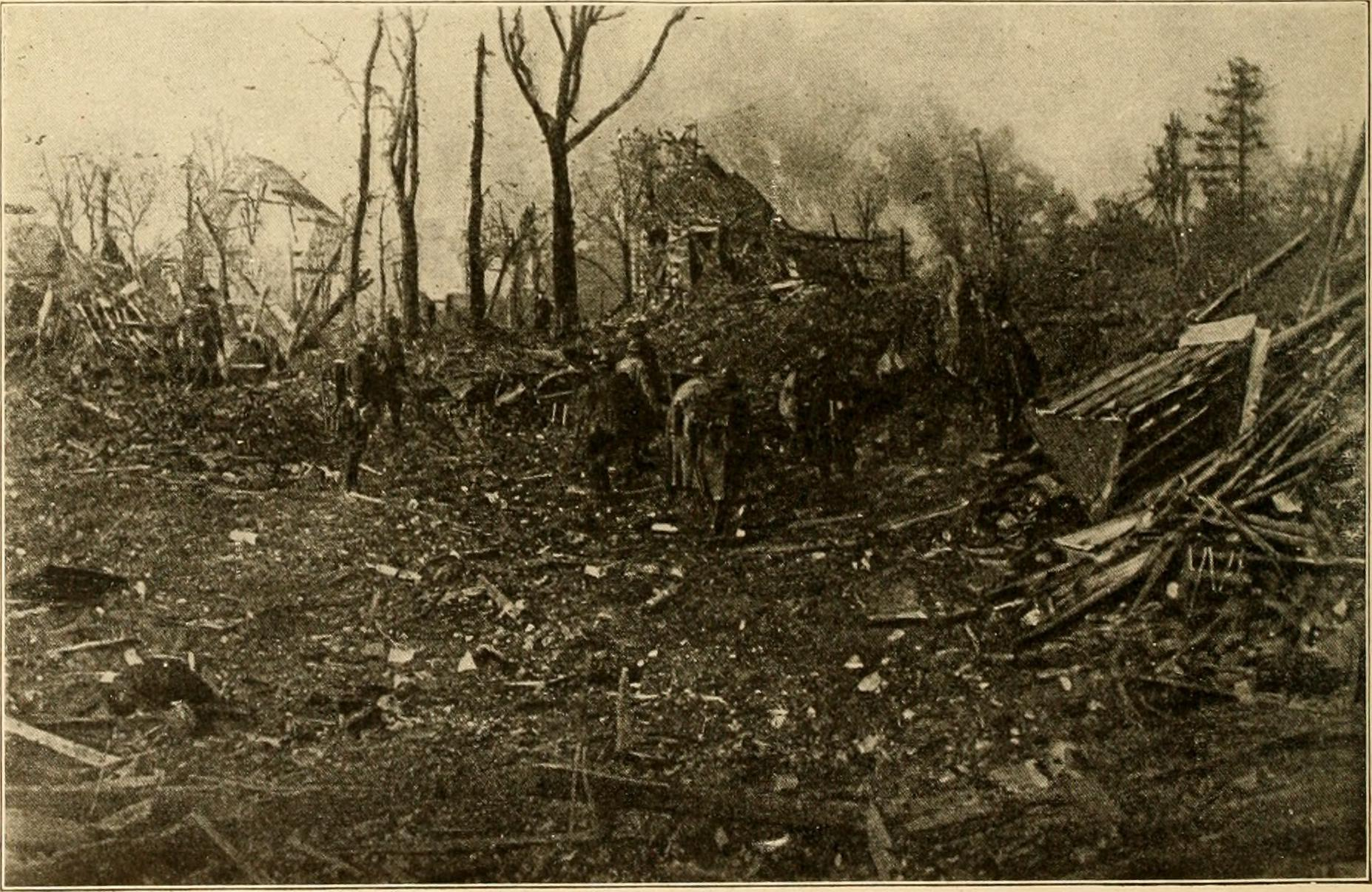
le champ de bataille,
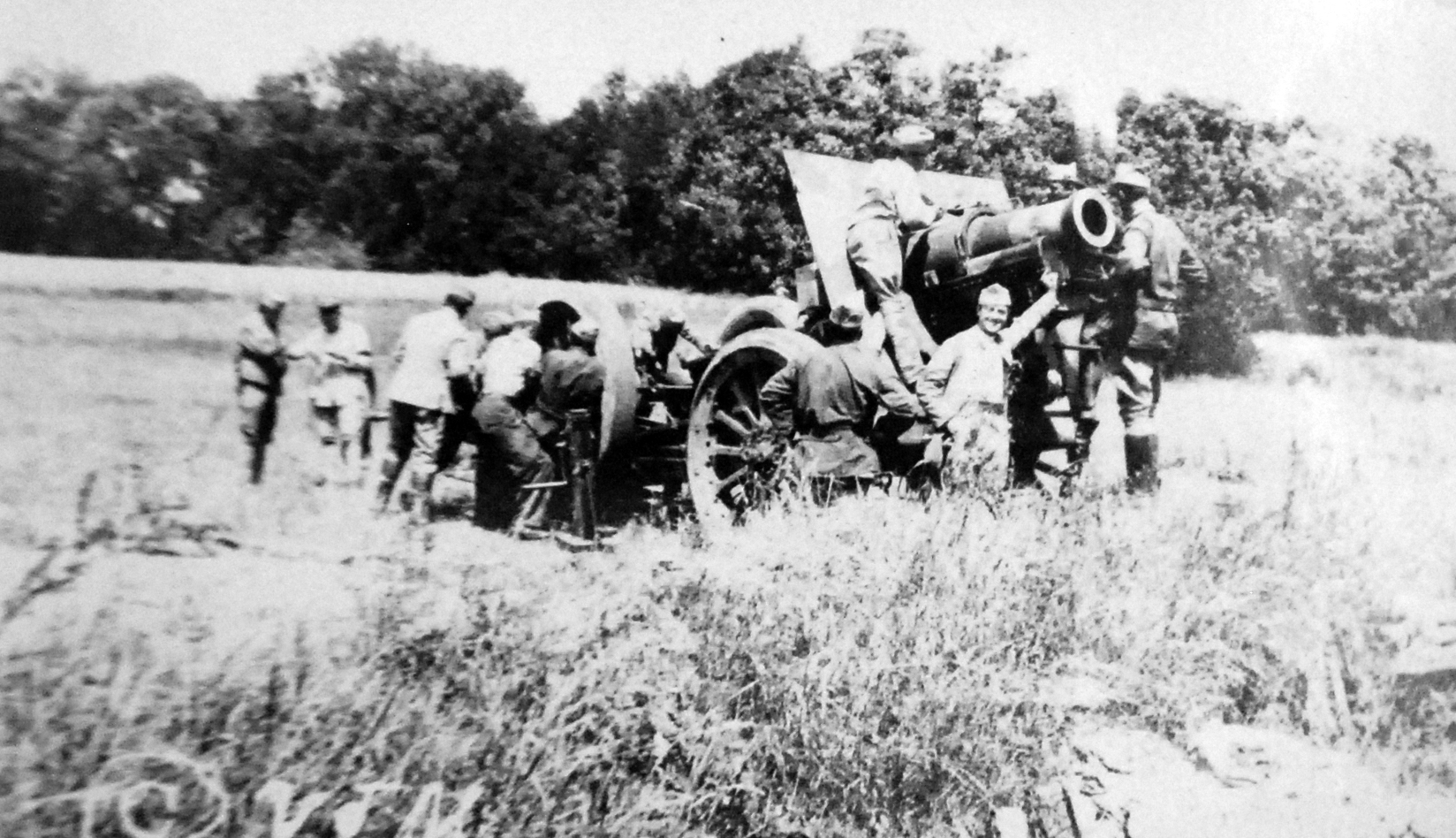
soutien français, canon de 220mm du 290e régiment d'artillerie.